# 王溫 (江陵公)
王溫（？—1146年），高麗王朝的一位王族，封江陵公。
王温是襄宪王朝鲜公王燾的第三子。是莊敬王后、義靜王后和宣靖太后之父。他也被稱為江陵侯。王溫官至檢校工部尙書、柱國。高丽睿宗授王溫上柱國，高丽仁宗加守太尉，封江陵侯，食邑七百戶，食實封三百戶。不久去世。生三女，爲高丽毅宗、高丽明宗、高丽神宗的王妃。

## 家族
- 祖父：高丽文宗（1019—1083，在位1046—1083）
- 祖母：仁敬賢妃
- 父：朝鮮公 王燾（？—1099）
- 外祖父：李頲（1025—1077）
- 外祖母：上黨縣君王氏（？—1077）
- 母：仁州李氏
- 兄：王滋（？—1101）
- 兄：廣平公 王源（1083—1170）
- 侄子：安平公 王璥（1117—1177）
- 长女：莊敬王后
- 次女：王暻之妻
- 3女：義靜王后
- 外孙：高丽康宗（1152—1213，在位1211—1213）
- 4女：宣靖太后（？—1222）
- 外孙：高丽熙宗（1181—1237，在位1204—1211）
- 長子：恭化侯 王瑛（1126—1186）
- 孫女：王氏（1150—1185）
- 孫子：廣陵公 王沔（？—1218）
- 次子：王鷟